# Tar (Hongarije)
Tar is een plaats (község) en gemeente in het Hongaarse comitaat Nógrád. Tar telt 2011 inwoners (2001).